# Skin Diamond

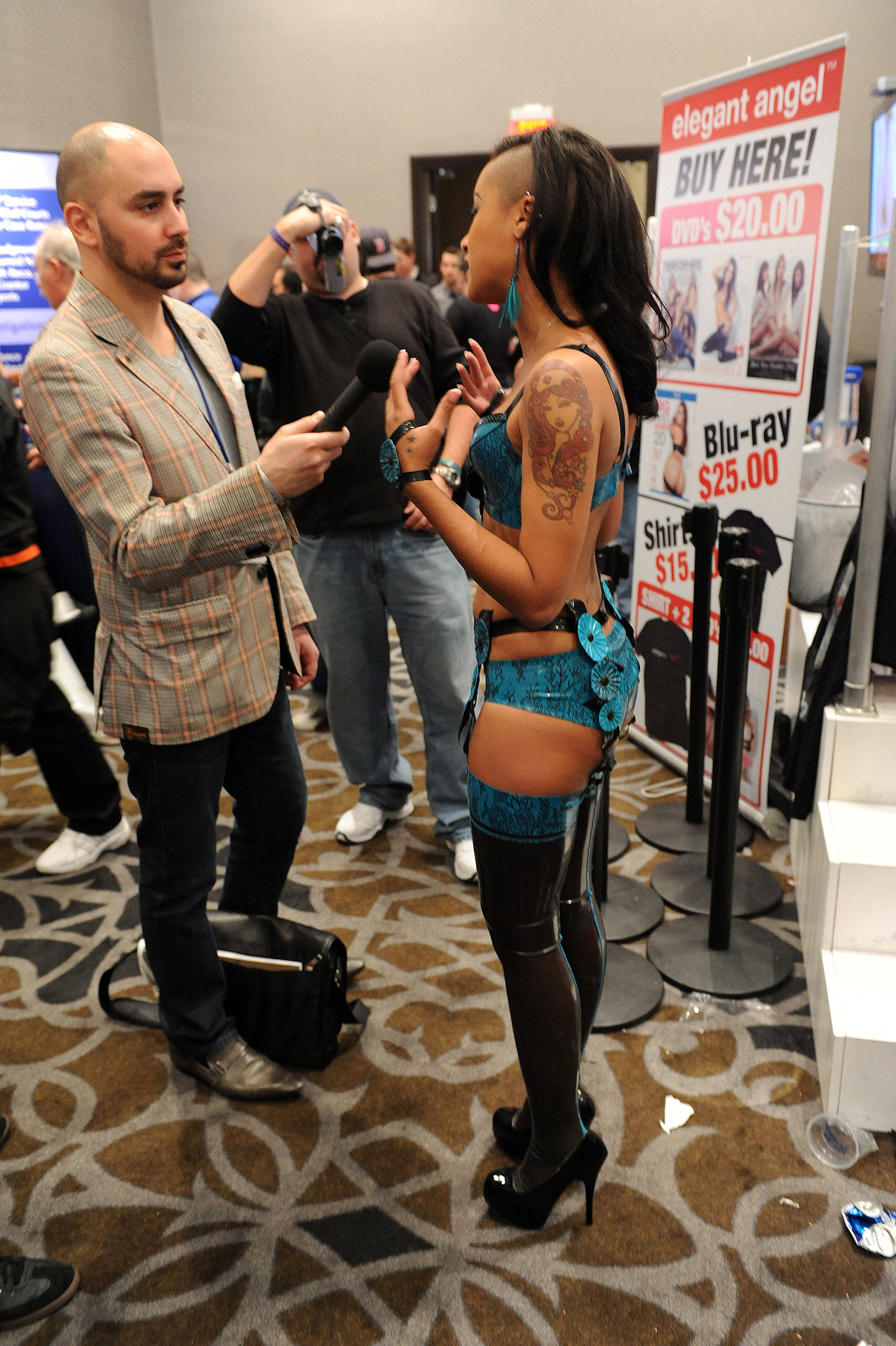
Skin Diamond op de AVN Adult Entertainment Expo 2012

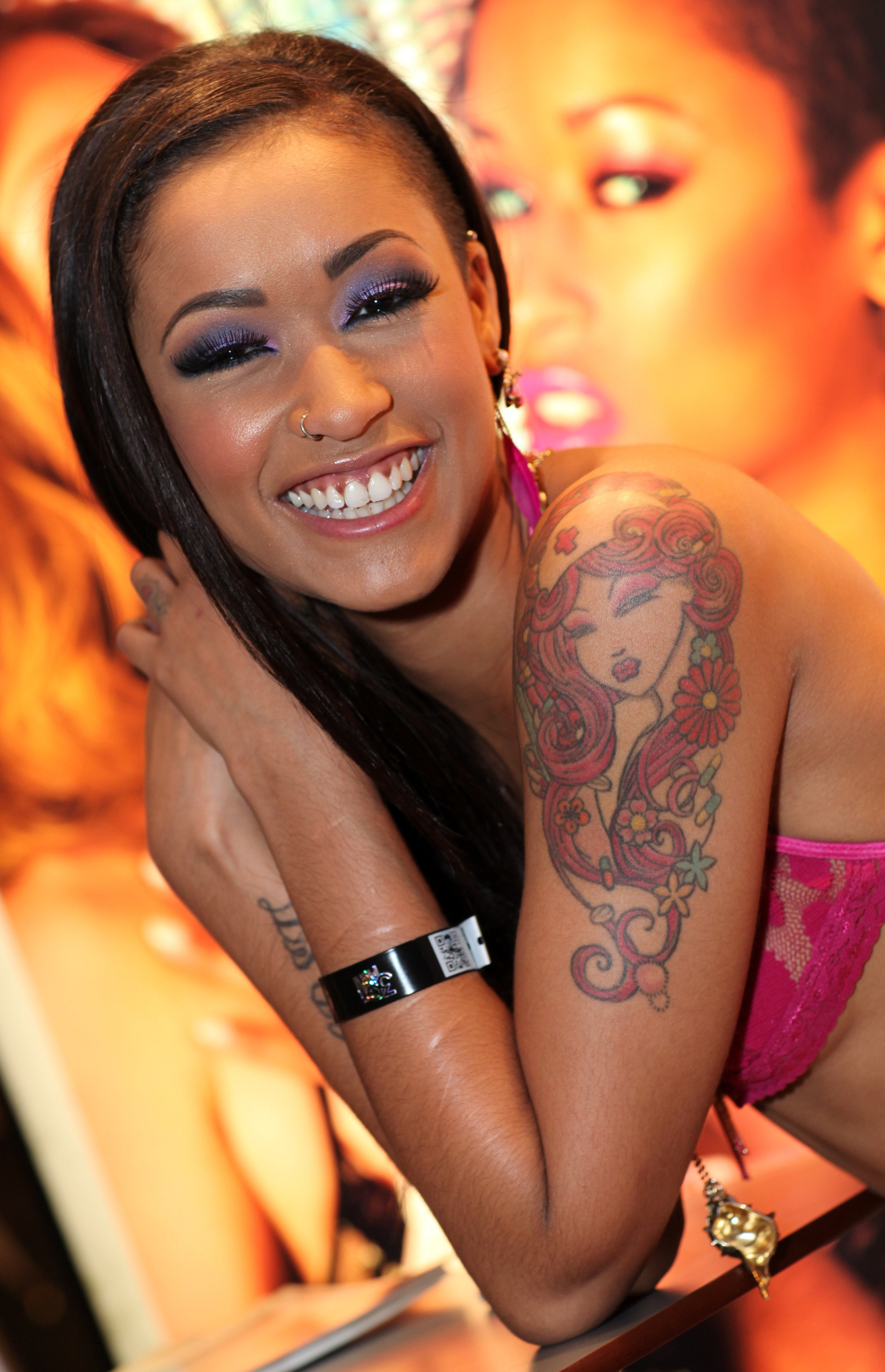
Skin Diamond op de 2013 AVN Expo Photos in Las Vegas

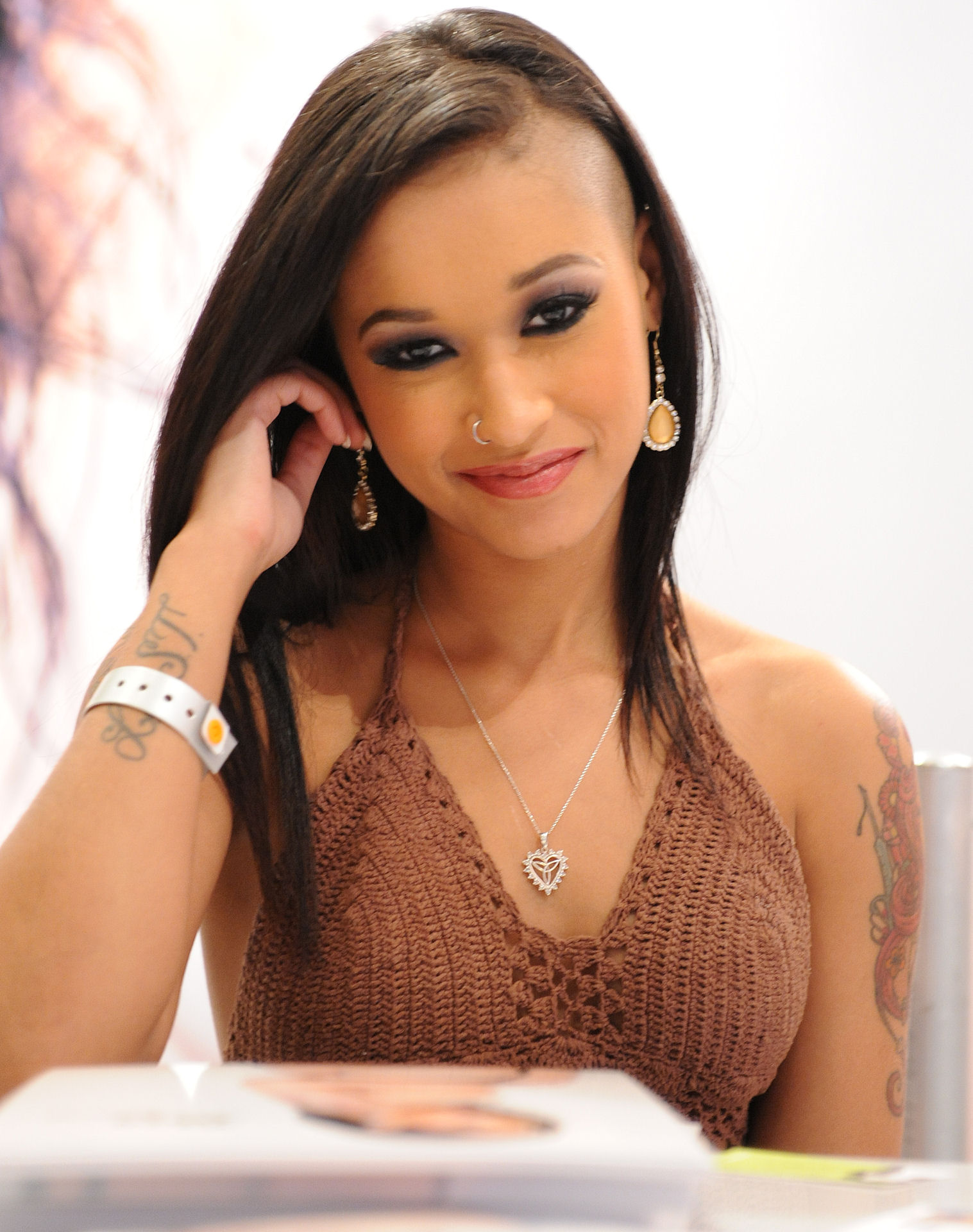
Skin Diamond als model

Skin Diamond (Ventura, Californië, 18 februari 1987) is een Amerikaans pornoactrice en model. Sinds 2009 is ze actief in de porno-industrie. Daarvoor werkte ze als erotisch model.

## Persoonlijk leven
Skin werd geboren als Raylin Joy Christensen. Op haar vier jaar verhuisde ze met haar familie naar Schotland. In de historische stad Dunfermline verbleef ze meer dan twintig jaar. Op dit moment woont ze in Hollywood en is ze nog steeds alleenstaand. In haar vrije tijd doet ze aan schilderen en paaldansen.

## Carrière
Skin begon haar carrière als model. Zo stond ze model voor American Apparel en Louis Vuitton. Daarna deed ze nog werk als erotisch model en erotisch danseres. In 2009 zette ze de stap naar de porno-industrie. In 2012 werd ze genomineerd voor de AVN Award Best Three-way Sex Scene. In 2013 poseerde ze voor fotograaf Terry Richardson. Ze speelde mee in meer dan 200 pornoscènes.

## Filmografie (vanaf 2014)
- American Kamasutra (2018) - reguliere film
- Good Girls Gone Bad 3 (2018)
- Cherry Teens Vol. 2 (2017)
- Killjoy's Psycho Circus (2016) - reguliere film
- Submission (2016) - televisieserie
- Evil Bong: High 5 (2016) - reguliere film
- She's a Pussy Addict (2016)
- Avengers vs X-Men XXX: An Axel Braun Parody (2015)
- Girls Love Girls 3 (2015)
- Interracial Rubdowns (2015)
- All About That Orgy (2015)
- A Thing of Beauty (2015)
- Tattooed Girls (2015)
- Diamonds in the Rough (2015)
- Interracial Family Affair 2 (2015)
- Lesbian Beauties 13: Black & Asian (2015)
- True Lesbian Lovers (2014)
- Shades of Scarlet (2014)
- Doctor Whore Porn Parody (2014)
- X-Men XXX: An Axel Braun Parody (2014)
- Oil Overload 11 (2014)
- Gabi Gets Girls (2014)
- Caramel Hunnies (2014)
- DP Masters (2014)
- Maddy O'Reilly Is Slutwoman (2014)
- Crack Fuckers 5 (2014)
- Hot Body Ink 2 (2014)
- Anal Fanatic 6 (2014)
- Trinity St. Clair Sexual Obyssey (2014)
- Supermodels 2 (2014)
- Black Out 2: Jailed 'N Nailed (2014)
- Hard Anal Love 2 (2014)
- White Witch (2014)
- LeWood's Real Anal Booty Calls[1] (2014)

## Prijzen en nominaties
| Jaar | Evenement     | Resultaat   | Prijs | Werk                            |
| ---- | ------------- | ----------- | --- | ------------------------------- |
| 2012 | AVN Award     | Genomineerd | Best New Starlet |                                 |
| 2012 | AVN Award     | Genomineerd | Best Oral Sex Scene (with Asa Akira)                                                                                            | Orgasmic Oralists               |
| 2012 | AVN Award     | Genomineerd | Best POV Sex Scene (with Joanna Angel & James Deen)                                                                             | POV Punx 4                      |
| 2012 | AVN Award     | Genomineerd | Best Three-Way Sex Scene (G/B/B) (with Mr. Pete & Mark Wood)                                                                    | Shut Up and Fuck                |
| 2012 | AVN Award     | Genomineerd | Best Three-Way Sex Scene (G/G/B) (with Lily Carter & Chris Strokes)                                                             | Slut Puppies 5                  |
| 2012 | Urban X Award | Gewonnen    | Female Performer of the Year |                                 |
| 2012 | Urban X Award | Genomineerd | Orgasmic Oralist |                                 |
| 2012 | Urban X Award | Genomineerd | Best 3 Way Sex Scene (with Bella Moretti & Mr Marcus)                                                                           | Hitch Hikers 2                  |
| 2012 | Urban X Award | Genomineerd | Best Anal Sex Scene (with Leilani Leeane & Mike Adriano)                                                                        | Black Anal Addiction            |
| 2012 | Urban X Award | Genomineerd | Best Couple Sex Scene (with Sean Michaels)                                                                                      | Black Diamonds                  |
| 2012 | Urban X Award | Genomineerd | Best Couple Sex Scene (with Lexington Steele)                                                                                   | Porn’s Top Black Models 3       |
| 2012 | XBIZ Award    | Genomineerd | New Starlet of the Year |                                 |
| 2013 | AVN Award     | Genomineerd | Best All-Girl Group Sex Scene (met Bonnie Rotten & Asphyxia Noir)                                                               | Meet Bonnie                     |
| 2013 | AVN Award     | Genomineerd | Best All-Girl Group Sex Scene (met Adrianna Luna & Celeste Star)                                                                | Mind Fuck                       |
| 2013 | AVN Award     | Genomineerd | Best Anal Sex Scene (met Nacho Vidal)                                                                                           | Nacho Vidal: The Sexual Messiah |
| 2013 | AVN Award     | Genomineerd | Best Girl/Girl Sex Scene (met Lily Carter)                                                                                      | Interracial Lesbian Romance     |
| 2013 | AVN Award     | Genomineerd | Best Group Sex Scene (met Mika Tan, Brooklyn Lee, Misty Stone, James Deen, Dane Cross & Alex Gonz)                              | Official The Hangover Parody    |
| 2013 | AVN Award     | Genomineerd | Best Three-Way Sex Scene (G/G/B) (met Joanna Angel & Ramon Nomar)                                                               | Joanna Angel: Filthy Whore      |
| 2013 | AVN Award     | Genomineerd | Female Performer of the Year |                                 |
| 2013 | XBIZ Award    | Genomineerd | Female Performer of the Year |                                 |
| 2013 | XBIZ Award    | Genomineerd | Best Supporting Actress | Revenge of the Petites          |
| 2013 | XRCO Award    | Genomineerd | Female Performer of the Year |                                 |
| 2013 | XRCO Award    | Genomineerd | Orgasmic Analist |                                 |
| 2014 | AVN Award     | Genomineerd | Best Anal Sex Scene (met L.T.)                                                                                                  | Skin                            |
| 2014 | AVN Award     | Genomineerd | Best Boy/Girl Sex Scene (met Prince Yahshua)                                                                                    | Deep Pussy                      |
| 2014 | AVN Award     | Gewonnen    | Best Double-Penetration Sex Scene (met Marco Banderas & Prince Yahshua)                                                         | Skin                            |
| 2014 | AVN Award     | Genomineerd | Best Girl/Girl Sex Scene (met Kleio Valentien)                                                                                  | The Walking Dead                |
| 2014 | AVN Award     | Genomineerd | Best Group Sex Scene (met Sarah Shevon, Aiden Starr, Dana DeArmond, Veruca James, James Deen, Jon Jon, Mr. Pete & Tommy Pistol) | Orgy University                 |
| 2014 | AVN Award     | Genomineerd | Best Group Sex Scene (met Billy Glide, John Strong, Mark Wood, Tommy Pistol & Will Powers)                                      | Skin Diamond: No Limits         |
| 2014 | AVN Award     | Gewonnen    | Best Oral Sex Scene | Skin                            |
| 2014 | AVN Award     | Genomineerd | Female Performer of the Year |                                 |
| 2014 | XBIZ Award    | Genomineerd | Female Performer of the Year |                                 |
| 2014 | XBIZ Award    | Genomineerd | Best Scene - Non-Feature Release (met Marco Banderas & Prince Yahshua)                                                          | Skin                            |
| 2014 | XRCO Award    | Genomineerd | Female Performer of the Year |                                 |
| 2014 | XRCO Award    | Genomineerd | Superslut |                                 |
| 2014 | XRCO Award    | Genomineerd | Orgasmic Oralist |                                 |
| 2014 | XRCO Award    | Genomineerd | Orgasmic Analist |                                 |

- Gemeinsame Normdatei: 1203168713
- Virtual International Authority File: 3540158005997602100000
- WorldCat: E39PBJjxpqWHpkGbDPV4pT67pP